# 관장현형기
《관장현형기(官場現形記)》는 청나라 말기의 소설이다.
1901-1903년에 걸쳐서 36회까지, 그 후 24회를 《상하이세계번화보(上海世界繁華報)》에 연재, 최초 예정인 120회의 절반에서 끝났다. 작자는 이보가(李寶嘉, 1867-1906), 자는 백원(伯元), 장쑤성 무진(武進) 사람.
《유림외사(儒林外史)》의 수법에 따라 일정한 줄거리는 없으나, 관리생활의 부수물인 영합(迎合)과 속임수, 모략 중상 등 그 부패상을 세부에까지 걸쳐서 통렬하게 폭로하였고, 관리의 처첩(妻妾)에 따른 추문, 관리 지망자의 비열성을 예리하게 파헤쳤다. 실록이라고 할 수는 없으나, 청조 말기, 관계(官界)의 타락상의 폭로를 목적으로 한 폭로소설의 개조(開祖)이다.